# Curtitoma neymanae
Curtitoma neymanae é uma espécie de gastrópode do gênero Curtitoma, pertencente à família Mangeliidae.